# Peter Vujica
Peter Vujica (* 7. Dezember 1937 in Graz; † 25. Dezember 2013 in Eisbach) war ein österreichischer Musikkritiker, Kulturredakteur, Komponist und Autor. Er veröffentlichte auch unter dem Pseudonym Peter Daniel Wolfkind.

## Leben

### Ausbildung
Nach seinem Musikstudium am Steiermärkischen Landeskonservatorium bei Ludovika von Kaan (Klavier; von Kaan war auch die Lehrerin von Alfred Brendel) und bei Waldemar Bloch (Theorie und Komposition) besuchte Peter Vujica Vorlesungen über Ästhetik bei Joseph Marx an der  Grazer Universität. Dort promovierte er 1964 auf Basis der Dissertation „Der Bedeutungsgehalt des Wortes Poesie in den frühen Schriften Johann Gottfried Herders“ zum Dr. phil.

### Tätigkeit als Journalist und Schriftsteller
Bereits seit 1961 war Vujica neben seinem Studium als Kunstjournalist tätig. Von 1961 bis 1966 war er Dramaturg an der Grazer Oper, von 1966 bis 1982 Kulturredakteur der großen österreichischen Tageszeitung Kleine Zeitung in Graz. Bis 2001 war Vujica schließlich Leiter der Kulturredaktion der Wiener Tageszeitung „Der Standard“, für die er danach als Musikkritiker und kulturpolitischer Kommentator tätig war.
Vujicas vornehmlich in den 1970ern entstandenen, unter dem Pseudonym Peter Daniel Wolfkind veröffentlichten Bücher (Europaverlag, Suhrkamp) gehören der phantastischen Literatur, im engeren Sinne der modernen Romantik an und wurden wegen ihrer schwarzhumorig-makabren Färbung häufig mit den grotesken Erzählungen von Roald Dahl verglichen.

### Tätigkeit als Kulturmanager
Im Jahre 1968 gründete Vujica gemeinsam mit Emil Breisach das „Musikprotokoll“ (ein Festival der musikalischen Moderne). Von 1982 bis 1989 war er Intendant des Festivals Steirischer Herbst, einem Festival der modernen Kunst aller Sparten. Vujica war zudem Mitgründer der Joseph-Marx-Gesellschaft, die im Frühjahr 2006 in Wien gegründet wurde und das Ziel verfolgt, sich für die Werke von Joseph Marx einzusetzen. Vujcia übernahm das Amt des Vizepräsidenten dieser Gesellschaft.

### Tätigkeit als Komponist
Vujicas Kompositionen wurden u. a. am Grazer Schauspielhaus, bei den Wiener Festwochen, am Theater an der Wien, im  Wiener Schönberg Center, im Wiener Musikverein und bei den Festspielen in Erlangen (ur-)aufgeführt.
Peter Vujica war zudem Erfinder und Entwickler der Kosmophonie, der akustischen Darstellung planetarischer Konstellationen durch so genannte kosmische Sonagramme. Dabei wird ein Horoskop in eine Klangfolge umgesetzt, indem mittels herkömmlicher Notation eine Komposition angefertigt wird, die aus Sicht der Anwender eine für den horoskopierten Menschen passende Melodie und den dazugehörigen Rhythmus wiedergibt. Melodie und Rhythmus sollen kosmische Bezüge aufweisen.

### Tod
Vujica litt mehrere Jahre an Leukämie, an deren Folgen er am 25. Dezember 2013  starb. Sein Begräbnis fand am  16. Jänner 2014 auf dem Friedhof in Semriach statt, die Seelenmesse wurde am 2. Februar 2014 in der serbisch-orthodoxen Kirche auf dem Zentralfriedhof Graz gehalten.

## Werke

### Kompositionen
- Klaviersonate (1957)
- Violinsonate (1960)
- ferner Kammermusik, Orchesterwerke, Chansons

### Bücher
- Musikkritik – ihr Geist und ihre Physiognomie. [Graz] 1967
- Mondnacht. Erzählungen. Europaverlag, Wien 1972
- Der grüne Zuzumbest. Roman. Europaverlag, Wien 1973
- Die Boten des Frühlings. Erzählungen. Europaverlag, Wien 1975
- Graz. Styria, Graz 1978
- Sentimentale Geographie. Illustrationen von Gottfried Pils. Styria, Graz 1979
- Das Fest der Kröten. Phantastische Erzählungen. Suhrkamp, Frankfurt/M. 1985
- sowie Drehbücher zu Filmen über Hugo Wolf, Erzherzog Johann und Herbert Zipper (Komponist des Dachauliedes)

### Schauspiele
- Hoffmanns Erzählung (1978)

### Libretti
- Libretti zu den Opern „Orpheus ex machina“ von Iván Eröd (1978) und „Der Weltuntergang“ von Wilhelm Zobl (1980)

## Preise und Auszeichnungen
- Literaturpreis des Landes Steiermark 1978